# Seznam služebníků Božích
Seznam služebníků Božích Katolické církve. Jedná se o osoby, u kterých byl započat kanonizační proces.

## Seznam českých služebníků Božích[1]
| Služebník Boží             | Rok úmrtí | Rok prohlášení za služebníka Božího |
| -------------------------- | --------- | ----------------------------------- |
| Anna Zelíková              | 1941      | 1991                                |
| Adolf Kajpr                | 1959      | 2017                                |
| Augustin Schubert          | 1942      | 2023                                |
| Antonín Šuránek            | 1933      | 1996                                |
| Emil Kapaun                | 1951      | 1993                                |
| František Nosek            | 1935      | 1996                                |
| Jan Bula                   | 1952      | 2004                                |
| Jan Evangelista Urban      | 1991      | 2000                                |
| Ján Vojtaššák              | 1965      | 1996                                |
| Josef Beran                | 1969      | 1998                                |
| Josef Hlouch               | 1972      | 2017                                |
| Josef Toufar               | 1950      | 2013                                |
| Marie Eliška Pretschnerová | 1993      | 2001                                |
| Marie Rosa Vůjtěchová      | 1945      | 2017                                |
| Tomáš Týn                  | 1990      | 2006                                |
| Václav Drbola              | 1951      | 2011                                |
| Zita Bourbonsko-Parmská    | 1989      | 2009                                |
|                            |           |                                     |

## Někteří zahraniční služebníci Boží
| Služebník Boží                          | Rok úmrtí | Rok prohlášení za služebníka Božího |
| --------------------------------------- | --------- | ----------------------------------- |
| Alfredo Maria Aranda Obviar             | 1978      | 2001                                |
| Aloysius Schwartz                       | 1992      | 2003                                |
| Ángel Herrera Oria                      | 1968      | 1996                                |
| Antony Thachuparambil                   | 1963      | 2009                                |
| Kardinál Thomas Benjamin Cooray         | 1988      | 2011                                |
| Bernard z Wąbrzeźna                     | 1603      | 2009                                |
| Cassoiodorus                            | 583       | 2020                                |
| Carlo Braga                             | 1971      | 2013                                |
| Carmen Hernández                        | 2016      | 2022                                |
| Catherine Doherty                       | 1985      | 2000                                |
| Cecilia Rosa De Jesus Talangpaz         | 1731      | 1999                                |
| Claude Poullart des Places              | 1709      | 1989                                |
| Demetrius Augustine Gallitzin           | 1840      | 2005                                |
| Dionisia De Santa Maria Mitas Talangpaz | 1732      | 1999                                |
| Dolindo Ruotolo                         | 1970      | 1997                                |
| Dorothy Day                             | 1980      | 2000                                |
| Elisabeth Leseur                        | 1914      | 1934                                |
| Elizabeth Prout                         | 1864      | 2008                                |
| Ettore Vernazza                         | 1524      | 2007                                |
| Eufemie Ratibořská                      | 1359      | 2014                                |
| Felice Maria Cappello                   | 1962      | 1990                                |
| Flavianus Michael Malke                 | 1856      | 1915                                |
| Francisca del Espiritu Santo Fuentes    | 1711      | 2003                                |
| Francis Hong Yong-ho                    | ?         | 2013                                |
| Francis Joseph Parater                  | 1920      | 2001                                |
| Frank Duff                              | 1980      | 1996                                |
| Geevarghese Mar Ivanios                 | 1953      | 2007                                |
| George Vakayil                          | 1931      | 2013                                |
| Ida Mari                                | 1981      |                                     |
| Isabela Kastilská                       | 1504      | 1974                                |
| Ignatius Spencer                        | 1864      | 2007                                |
| Isaac Hecker                            | 1888      | 2008                                |
| Ignacia del Espiritu Santo Juco         | 1748      | 1986                                |
| Jacques Hamel                           | 2016      | 1016                                |
| Josef Kentenich                         | 1968      | 1991                                |
| Jindřich II. Pobožný                    | 1241      | 2017                                |
| Joaquina Maria Mercedes Barcelo Pages   | 1940      | 2002                                |
| John Hardon                             | 2000      | 2002                                |
| Papež Benedikt XIII.                    | 1730      | 1755                                |
| Papež Pius VII.                         | 1823      | 2007                                |
| Klara Žižíć                             | 1706      | 2004                                |
| Louis-Savinien Dupuis                   | 1874      | 2016                                |
| Ludovico Chigi Albani della Rovere      | 1951      |                                     |
| Luigi Avellino                          | 1900      | 1911                                |
| Józef Cyrek                             | 1940      | 1994                                |
| Kazimierz Dembowski                     | 1942      | 1994                                |
| Kazimierz Wojciechowski                 | 1941      | 1994                                |
| Maria Teresa Cucchiari                  | 1801      | 1996                                |
| Mar Thomas Kurialachery                 | 1925      | 1935                                |
| Maria Beatriz Del Rosario Arroyo        | 1957      | 2009                                |
| Maria Esperanza de Bianchini            | 2004      | 2010                                |
| Maria Mercedes Guerra                   | 1901      | 2000                                |
| Maria Orsola Bussone                    | 1970      | 2000                                |
| Marie-Augusitne de Laresle              | 1900      | 1939                                |
| Marie Gertrude Gros                     | 1905      | 2012                                |
| Marthe Robin                            | 1981      | 1986                                |
| Mathew Kavukattu                        | 1969      | 1994                                |
| Mathew Makil                            | 1914      | 2009                                |
| Nelson Baker                            | 1936      | 1987                                |
| Nicola D'Onofrio                        | 1964      | 2000                                |
| Piotr Szarek                            | 1939      | 1994                                |
| Prosper Guéranger                       | 1875      | 2005                                |
| Rosalie Cadron-Jetté                    | 1864      | 1990                                |
| Rafael Merry del Val                    | 1930      | 1953                                |
| Rani Maria Vattalil                     | 1995      | 2007                                |
| Salvo D'Acquisto                        | 1943      | 2001                                |
| Šahbáz Bhattí                           | 2011      | 2016                                |
| Stanisław Wiórek                        | 1939      | 1994                                |
| Šimon ze Seony                          | 1802      |                                     |
| Teofilo Bastida Camomot                 | 1988      | 2010                                |
| Terezie Neumannová                      | 1962      | 2005                                |
| Theodore Foley                          | 1974      | 2008                                |
| Varghese Payyappilly Palakkappilly      | 1929      | 2009                                |
| Vincent Robert Capodanno                | 1967      | 2004                                |
| Walter Ciszek                           | 1984      | 1990                                |
| William Finnemann                       | 1942      | 1999                                |
| Cícero Romão Batista                    | 1934      | 2022                                |